# Todolella
Todolella ist eine Gemeinde (municipi) im Norden der Provinz Castelló in der Valencianischen Gemeinschaft in Spanien. Sie ist Teil der Comarca Els Ports und hat 147 Einwohner (Stand: 2024). Neben dem Hauptort Todolella gehört die kleine Ortschaft Saranyana zur Gemeinde. 

## Geografie
Todolella liegt etwa 62 Kilometer nordnordwestlich von Castellón de la Plana in einer Höhe von ca. 805 m. 

## Bevölkerungsentwicklung
| Jahr      | 1970 | 1981 | 1991 | 2001 | 2011 | 2021 |
| Einwohner | 310  | 185  | 151  | 138  | 140  | 145  |

## Sehenswürdigkeiten

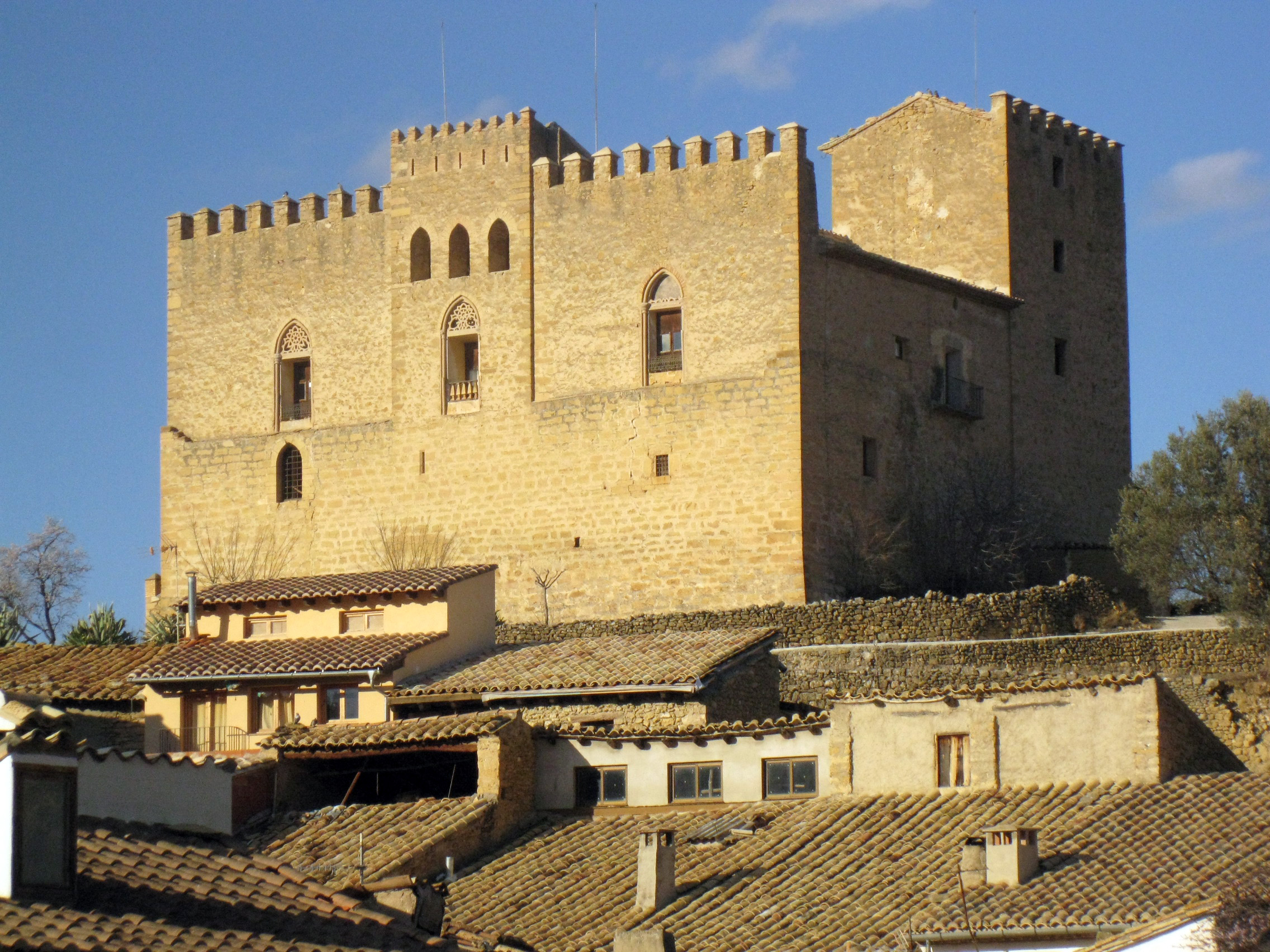
Burganlage von Todolella
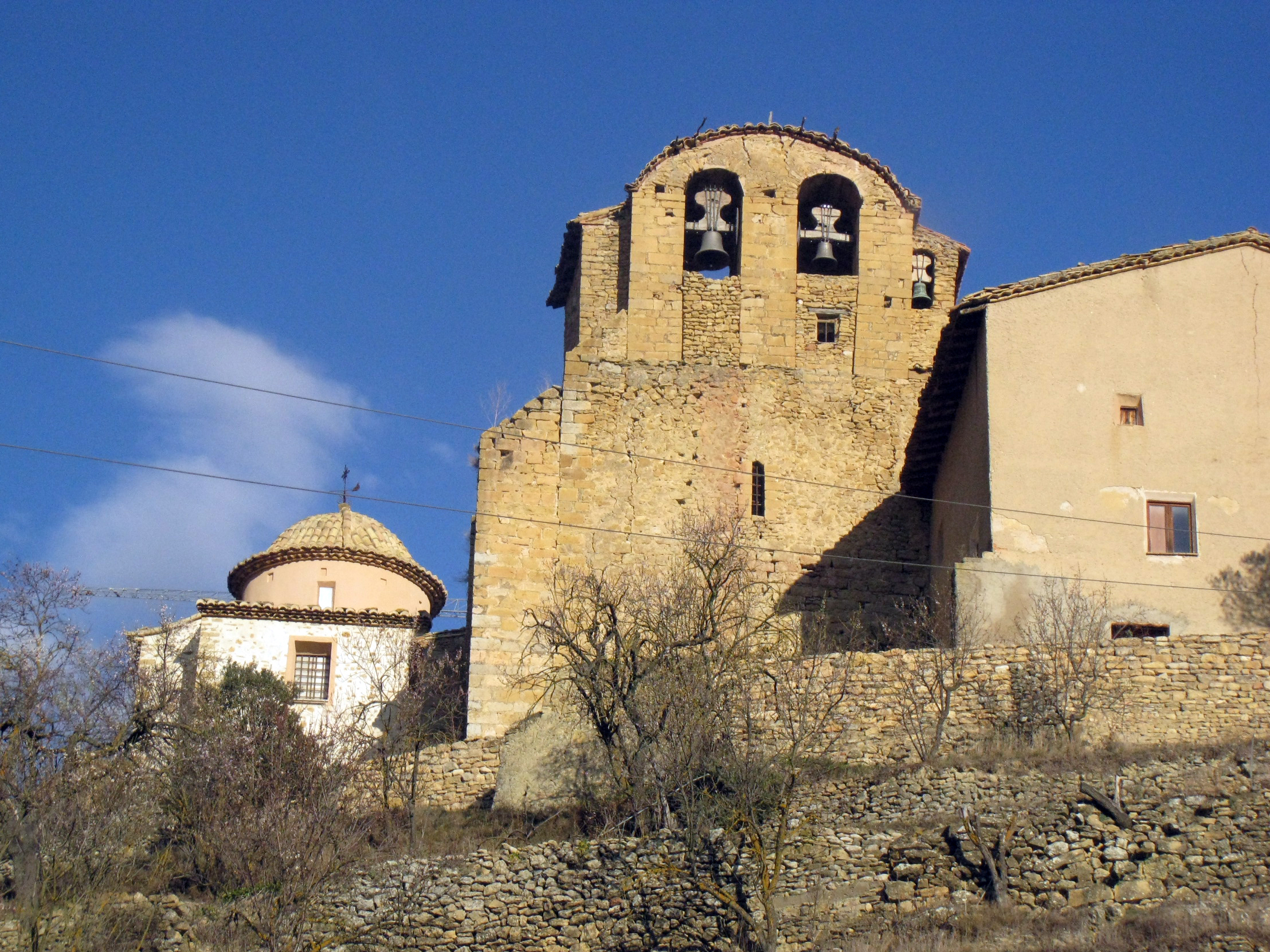
Bartholomäuskirche
- Quiterien-und-Michaelis-Kirche
- Honofriuskapelle
- Christopheruskapelle

- Burganlage von Todolella
- Bartholomäuskirche